# Zest of
Albums de Zazie
Totem
(2007) Za7ie
(2010)
Zest of est la  première compilation best-of de Zazie, sorti le 17 novembre 2008 sur toutes les plateformes de téléchargement et dans le commerce.
Il regroupe une sélection de 36 titres parmi ses six albums studio : Je, tu, ils, Zen, Made in Love, La Zizanie, Rodéo, Totem. Le best-of inclus en live également, un extrait de Made in Live et quatre extraits de sa dernière tournée, Totem Tour (qui n'est pas sortie dans le commerce) sans oublier les duos avec Axel Bauer et Pascal Obispo qui n'avaient encore jamais figuré sur un album studio de Zazie.
Il propose également deux inédits, FM Air, également disponible en six versions single vinyle collector, et Un peu beaucoup (lors de la conception de Rodéo mais n'y est finalement pas présent).
Ce best-of est disponible dans deux éditions : édition simple contenant deux CD et une édition collector, agrémentée d'un DVD regroupant les 32 clips de l'interprète, le tout dans un boîtier spécial avec une jaquette hologrammique. À noter que le DVD de clips se trouve également dans le commerce indépendamment des CD.
Le visuel du Zest of est réalisé par Laurent Seroussi.

## Titres
À noter qu'un extrait du mixage incomplet du titre "Un peu beaucoup" est présent sur le final de la chanson "Doolididom", de l'album Rodéo. Il faut également stipuler que le morceau "Un peu beaucoup" est musicalement inspiré de la chanson "Who is it" de Michael Jackson (Album "Dangerous parut en 1991 Chez Epic Records). On peut d'ailleurs y entendre Zazie pousser les cris reconnaissables du célèbre chanteur.
| 1.  | FM Air                             | inédit         | 3:27 |
| 2.  | Je suis un homme                   | Totem          | 4:08 |
| 3.  | Des rails                          | Totem          | 3:04 |
| 4.  | Duo (avec Paolo Nutini)            | Totem          | 3:10 |
| 5.  | Flower Power                       | Totem          | 2:51 |
| 6.  | Ça                                 | Totem          | 3:16 |
| 7.  | J'étais là live 2007 (avec Diam's) | Totem          | 3:36 |
| 8.  | Rodéo                              | Rodéo          | 3:31 |
| 9.  | Toc toc toc                        | Rodéo          | 3:28 |
| 10. | La dolce vita                      | Rodéo          | 4:32 |
| 11. | Un peu beaucoup                    | Inédit (Rodéo) | 2:55 |
| 12. | J'arrive                           | Rodéo          | 4:32 |
| 13. | Oui live 2007                      | Rodéo          | 5:05 |
| 14. | On éteint live 2007                | La Zizanie     | 4:43 |
| 15. | Aux armes citoyennes               | La Zizanie     | 4:41 |
| 16. | Adam & Yves                        | La Zizanie     | 4:38 |
| 17. | Si j'étais moi live 2007           | La Zizanie     | 5:55 |
| 18. | Rue de la paix                     | La Zizanie     | 4:16 |
| 19. | Sur toi                            | La Zizanie     | 4:06 |

| 1.  | À ma place (avec Axel Bauer)               | Personne n'est parfait (album d'Axel Bauer) | 5:49 |
| 2.  | Chanson d'ami                              | Made in Love                                | 4:33 |
| 3.  | Tout le monde (Replicant remix)            | Made in Love                                | 4:46 |
| 4.  | La preuve par trois                        | Made in Love                                | 5:29 |
| 5.  | Cyber (live Tour des Anges)                | Made in Live                                | 4:24 |
| 6.  | Tous des anges                             | Made in Love                                | 5:17 |
| 7.  | Ca fait mal et ça fait rien                | Made in Love                                | 4:27 |
| 8.  | Les meilleurs ennemis (avec Pascal Obispo) | Superflu (album de Pascal Obispo)           | 3:31 |
| 9.  | J'envoie valser                            | Zen                                         | 3:28 |
| 10. | Au diable nos adieux                       | Zen                                         | 4:38 |
| 11. | Zen                                        | Zen                                         | 3:53 |
| 12. | Un point c'est toi (version inédite)       | Zen                                         | 4:31 |
| 13. | Larsen                                     | Zen                                         | 4:36 |
| 14. | Homme sweet homme remix                    | Zen                                         | 3:54 |
| 15. | Je tue ils                                 | Je, tu, ils                                 | 3:48 |
| 16. | Sucré salé                                 | Je, tu, ils                                 | 3:32 |
| 17. | Snowball                                   | Je, tu, ils                                 | 4:10 |

## Clips (édition collector avec DVD)
| Titre                       | Album d'origine | Réalisateur           |
| --------------------------- | --------------- | --------------------- |
| FM Air                      | inédit          | Julien Reymond        |
| J'étais là                  | Totem           | Denis Thybaud         |
| Je suis un homme            | Totem           | Yvan Attal            |
| Des rails                   | Totem           | Gilles Porte          |
| La pluie et le beau temps   | Rodéo           | Didier Le Pêcheur     |
| Doolididom                  | Rodéo           | Didier Le Pêcheur     |
| Excuse-moi                  | Rodéo           | Didier Le Pêcheur     |
| La dolce vita               | Rodéo           | Didier Le Pêcheur     |
| Toc toc toc                 | Rodéo           | Didier Le Pêcheur     |
| Lola majeure                | Rodéo           | Didier Le Pêcheur     |
| Slow                        | Rodéo           | Didier Le Pêcheur     |
| Rodéo                       | Rodéo           | Didier Le Pêcheur     |
| J'arrive                    | Rodéo           | Didier Le Pêcheur     |
| Oui                         | Rodéo           | Didier Le Pêcheur     |
| Danse avec les loops        | La Zizanie      | Julien Trousselier    |
| Sur toi                     | La Zizanie      | Spe6men               |
| Adam & Yves                 | La Zizanie      | Mathieu Salliva       |
| Rue de la paix              | La Zizanie      | Spe6men               |
| A ma place                  | La Zizanie      | Didier Le Pêcheur     |
| Cyber                       | Made in Live    | Gilbert Namiand       |
| Chanson d'ami               | Made in Love    | Didier Le Pêcheur     |
| Tout le monde               | Made in Love    | Jean-Baptiste Mondino |
| Ca fait mal et ça fait rien | Made in Love    | Didier Le Pêcheur     |
| Tous des anges              | Made in Love    | Philippe André        |
| Les Meilleurs Ennemis       | single          | Didier Le Pêcheur     |
| Homme sweet homme           | Zen             | Didier Le Pêcheur     |
| Un point c'est toi          | Zen             | Didier Le Pêcheur     |
| Zen                         | Zen             | Philippe André        |
| Larsen                      | Zen             | Philippe André        |
| Un petit peu amoureux       | Je, tu, ils     | Philippe Gautier      |
| Je tue ils                  | Je, tu, ils     | Philippe Gautier      |
| Sucré salé                  | Je, tu, ils     | Pascal d'Hoeraene     |

## Singles
- FM Air - 2008 (six versions vinyles)